# نيكولاس جي. سينوت
نيكولاس جي. سينوت هو محامي وقاضي وسياسي أمريكي، ولد في 6 ديسمبر 1870 في ذا داليس في الولايات المتحدة، وتوفي في 20 يوليو 1929 في واشنطن العاصمة في الولايات المتحدة. نشط حزبياً في الحزب الجمهوري. وقد انتخب عضو مجلس ولاية أوريغون ‏ وانتخب عضو مجلس النواب الأمريكي.